# أندي تومسون (لاعب كرة قدم)
أندي تومسون (بالإنجليزية: Andy Thompson)‏ (21 يناير 1899 بنيوكاسل أبون تاين في المملكة المتحدة - 1970 في المملكة المتحدة) هو لاعب كرة قدم بريطاني (وحمل سابقاً جنسية المملكة المتحدة لبريطانيا العظمى وأيرلندا) في مركز الهجوم. لعب مع توتنهام هوتسبير ونادي ليتون أورينت ونورويتش سيتي ونادي تشستر سيتي وأشفورد يونايتد ‏ وNorthfleet United F.C. ‏.